# Opéra allemand de Berlin
Pour les articles homonymes, voir DOB.
Résidence
L'Opéra allemand de Berlin (en allemand : Deutsche Oper Berlin) est une salle d'opéra située dans le quartier de Berlin-Charlottenbourg de la capitale allemande. Cette salle de 1865 places est l'un des plus grands théâtres de l’État. Il abrite une compagnie d'opéra homonyme, ainsi que le Ballet national de Berlin (en allemand : Staatsballett Berlin, Ballet d'État de Berlin).

## Histoire

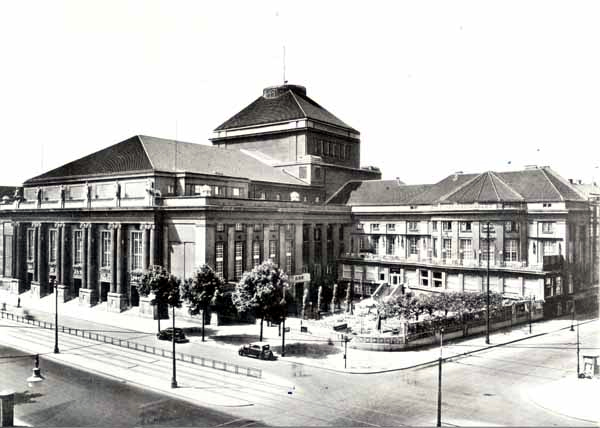
Deutsches Opernhaus, en 1912

Le bâtiment actuel est relativement récent, puisqu'il a été construit après la Seconde Guerre mondiale. Cependant, l'histoire de cet opéra remonte au début du siècle, avec la construction du Deutsches Opernhaus (opéra allemand) dans la ville de Charlottenburg (actuel quartier de l'ouest de Berlin) en 1911. Le Deutsches Opernhaus, sur les plans de l'architecte Heinrich Seeling, fut inauguré le 7 novembre 1912 par une représentation du Fidelio de Beethoven, sous la direction de Ignatz Waghalter. En 1925, après que la ville de Charlottenbourg eut été incorporée à la capitale, l'opéra fut renommé Städtische Oper (opéra municipal). 
Après la prise du pouvoir par les nazis, son nom redevint Deutsches Opernhaus, sous l'influence du ministre de la Propagande Joseph Goebbels qui nomma également Max von Schillings intendant. De nombreux artistes, tels que Fritz Stiedry ou Alexander Kipnis, ne purent également plus y faire jouer leurs œuvres. Soumis au contrôle du ministère à l'Éducation du peuple et à la Propagande, l'opéra rivalisait avec le Staatsoper Unter den Linden, dirigé par le Premier ministre prussien, Hermann Göring. L'accent fut mis sur les œuvres de compositeurs allemands, dans des décors conçus par Benno von Arent. En 1935, le bâtiment, devenu lieu de représentation du régime nazi, fut agrandi. Peu après, Hans Schmidt-Isserstedt fut nommé à sa tête. L'opéra fut finalement détruit par un bombardement aérien le 23 novembre 1943.

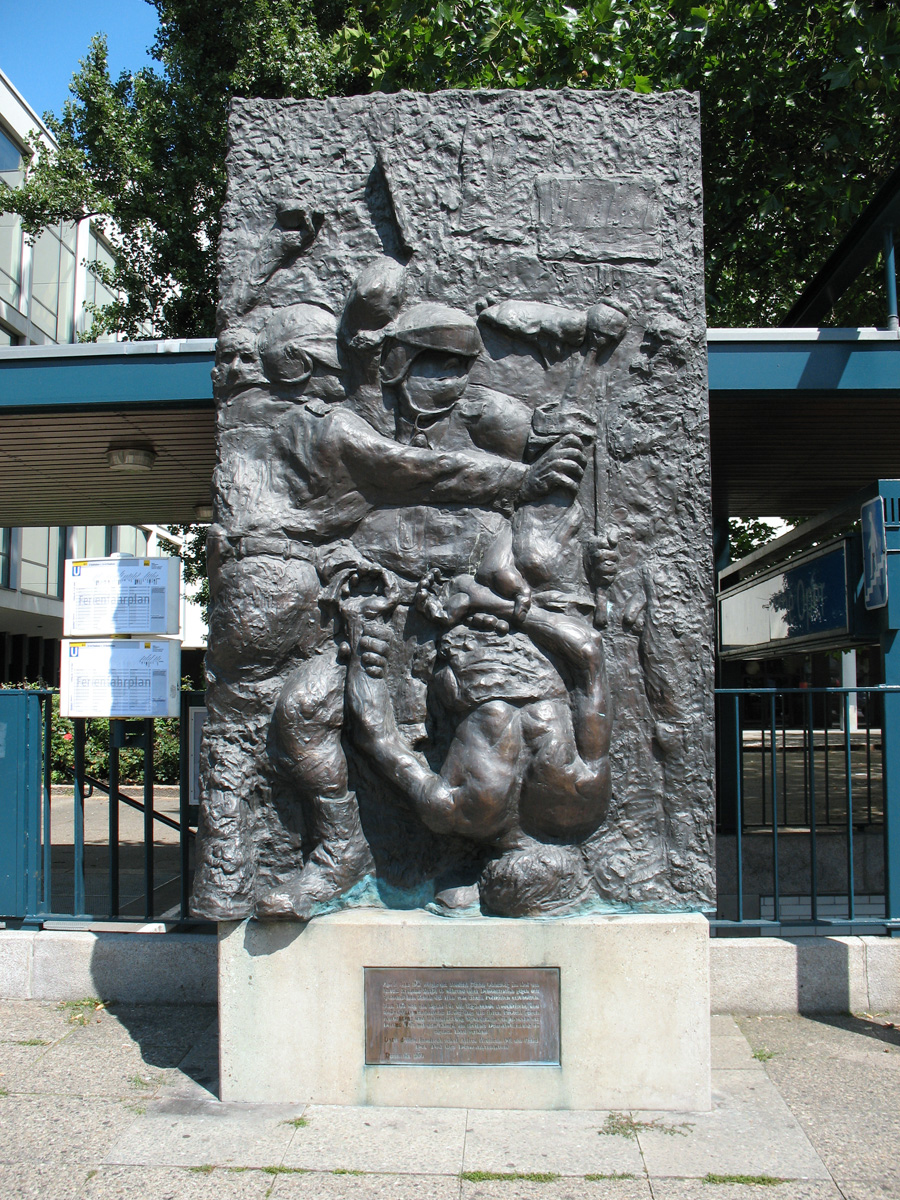
Le mort du manifestant, monument du sculpteur Alfred Hrdlicka

L'opéra, après la guerre, se trouve à Berlin-Ouest, et rivalise donc à nouveau avec le Staatsoper situé à Berlin-Est. La compagnie s'installa au Theater des Westens pour ses représentations, avant la construction d'un nouveau bâtiment à partir de 1957. Le 24 septembre 1961, quelques semaines après la construction du mur de Berlin, le Deutsche Oper Berlin fut inauguré par une représentation de Don Giovanni de Mozart. 
Le 2 juin 1967, l'étudiant Benno Ohnesorg est tué d'une balle dans la tête par un policier lors d'une manifestation contre la venue du chah Mohammad Reza Pahlavi à l'opéra. Le 20 avril 2001, Giuseppe Sinopoli meurt d'une crise cardiaque en dirigeant Aida. En septembre 2006, la décision de la direction d'annuler les représentations d'Idomeneo mis en scène par Hans Neuenfels, par peur de réactions de fondamentalistes religieux, soulève une polémique.

## Directeurs de la musique
- Leo Blech (1923–1924, 1949–1953)
- Bruno Walter (1925–1929)
- Artur Rother (1935–1943, 1953–1958)
- Karl Dammer (1937–1939)
- Ferenc Fricsay (1949–1952)
- Richard Kraus (1954–1961)
- Lorin Maazel (1965–1971)
- Jesús López Cobos (1981–1990)
- Giuseppe Sinopoli (1990)
- Rafael Frühbeck de Burgos (1992–1997)
- Christian Thielemann (1997–2004)
- Renato Palumbo (2006–2008)
- Donald Runnicles (depuis 2009)

## Transport
Il y a une station de métro éponyme devant l'opéra. Elle est desservie par la ligne 2 du métro de Berlin.